# Acide pimarique
L'acide pimarique est un acide résinique diterpène tricyclique. Il peut être obtenu par déshydratation de l'acide abiétique, avec lequel on le trouve généralement mélangé, comme dans la colophane. Il est soluble dans l'éthanol, l'acétone et l'éther éthylique.